# Porte du roi (Szczecin)
La porte du roi à Szczecin (ancienne Königstor de la Stettin allemande), en fait la porte d'Anklam, est un vestige de la forteresse de Szczecin, en Pologne.

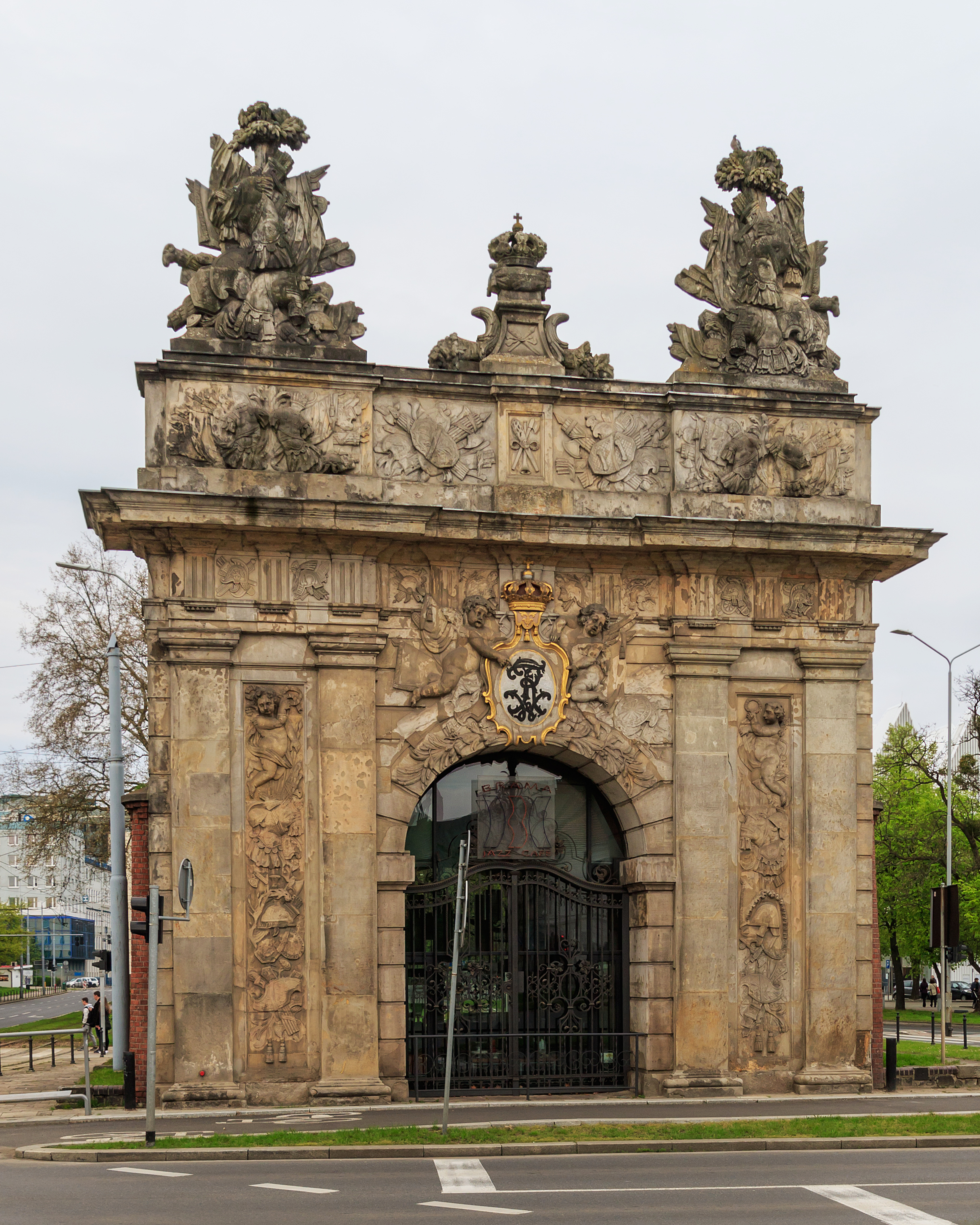
Vue d'ensemble de la Porte du Roi

## Description
La Königstor est construite dans des proportions classiques.
Elle présente des trophées de guerre et Mars comme une allégorie de la guerre et Hercule comme une allégorie de l'héroïsme. Les initiales du roi Frédéric-Guillaume Ier peuvent être vues dans un cartouche avec l'aigle prussien. La couronne de laurier symbolise le triomphe; le bouclier, l'honneur ; les feuilles de palmier, les vertus et les feuilles d'olivier, la paix.
Aujourd'hui, il y a un café dans la porte.

## Histoire
Au cours de la Grande Guerre du Nord, après le siège de Stettin en 1713, Frédéric-Guillaume Ier racheta des parties de la Poméranie occidentale, qui étaient tombées aux mains des Suédois à la fin de la guerre de Trente Ans dans la paix de Westphalie, dans un contrat d'achat en la paix de Stockholm en 1720. En souvenir de l'heureux retour du duché de Stettin, il fit construire le magnifique portail lors de la reconstruction de la forteresse d'Anklamer Tor. L'architecte était le constructeur de forteresse Gerhard Cornelius von Walrave, les sculptures en pierre ont été créées par le sculpteur Bartolomé Damart. Lorsque la forteresse est rasée en 1875, Hugo Lemcke milite pour la préservation de la porte royale. Après 1945, Stettin devient polonaise et est renommée Szczecin. La Königstor a été conservée dans un état exemplaire par les restaurateurs polonais à ce jour. Une autre porte de forteresse restante est la porte de Berlin. 

Galerie
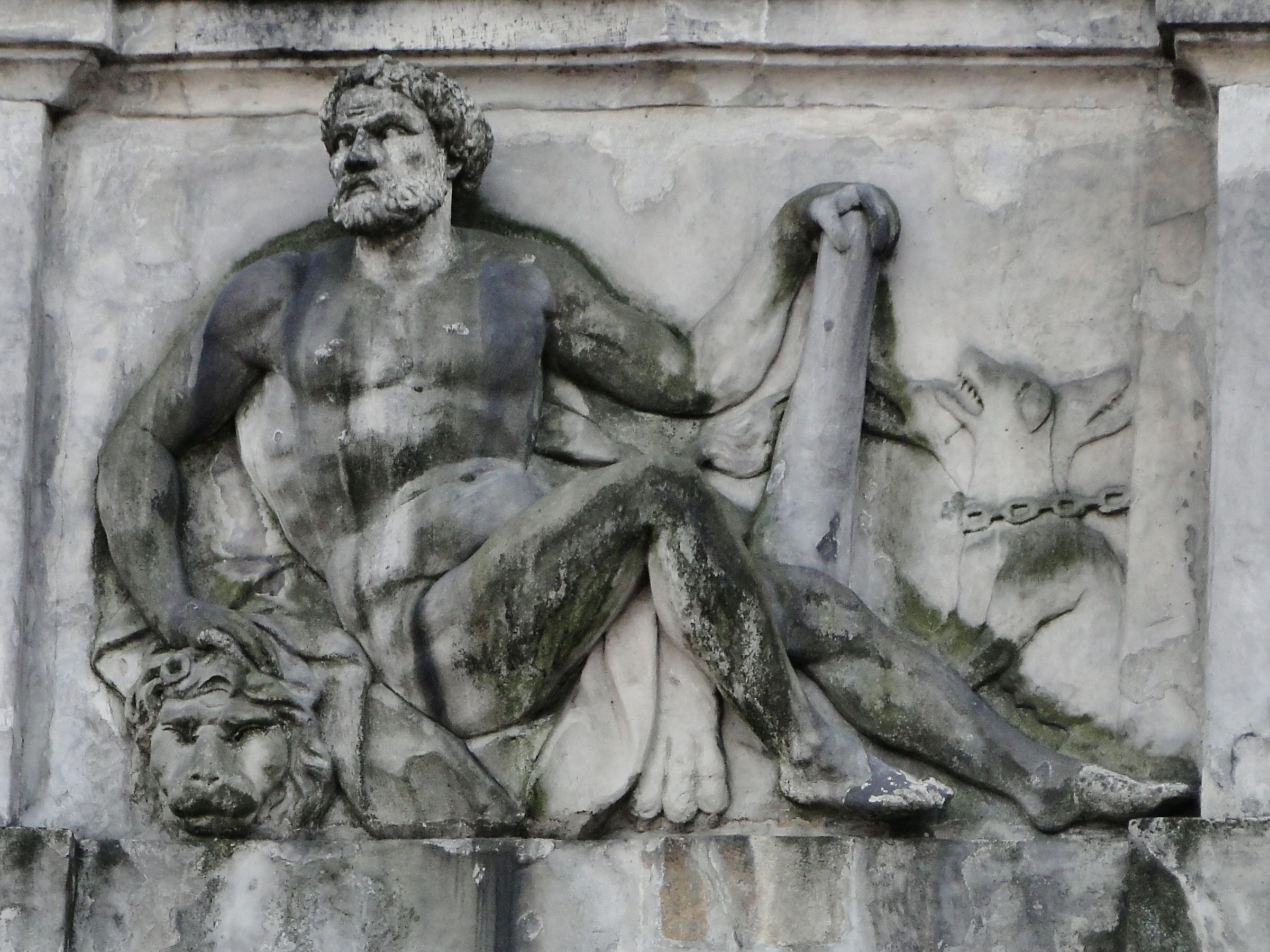
Hercule
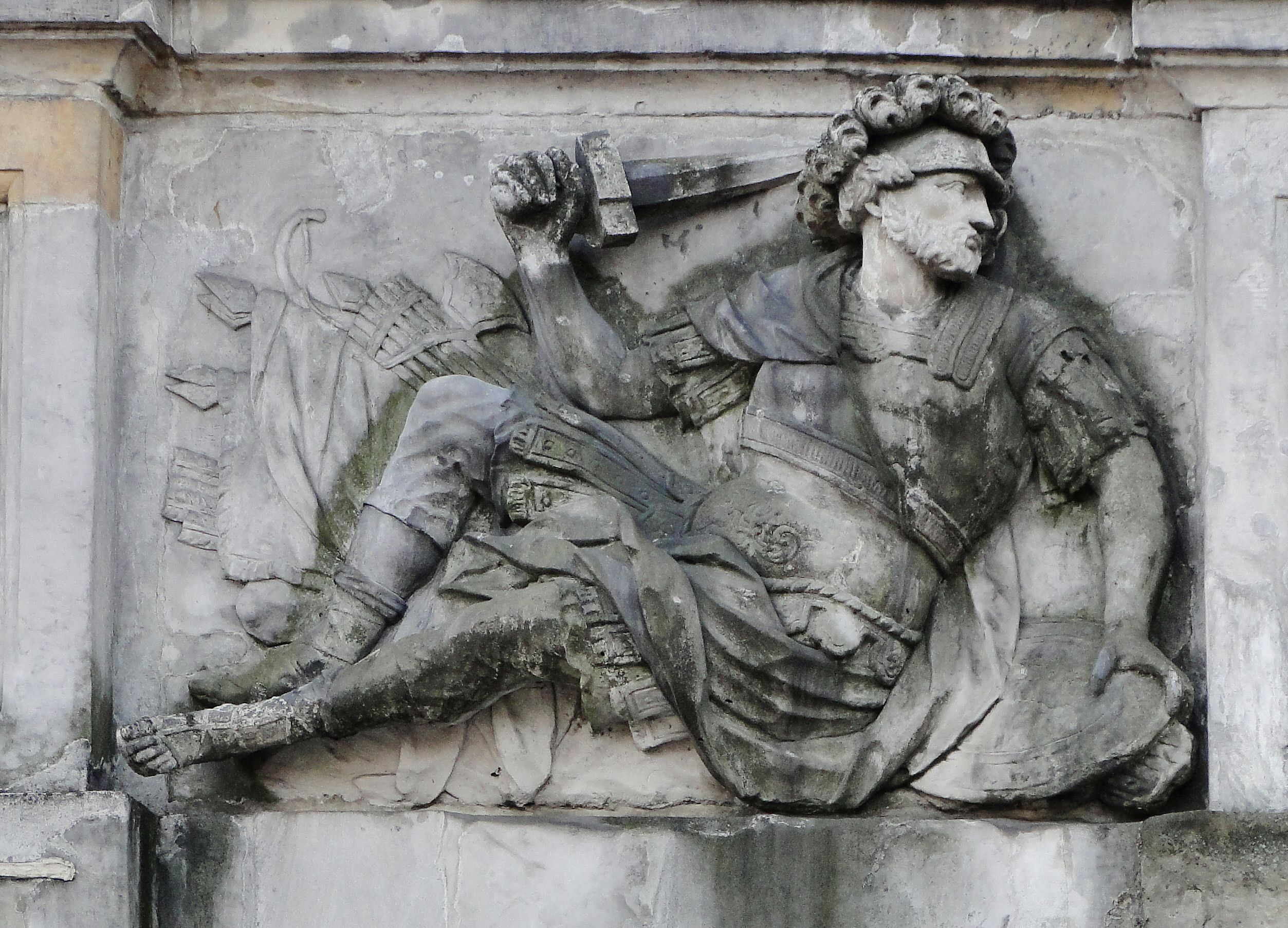
Mars
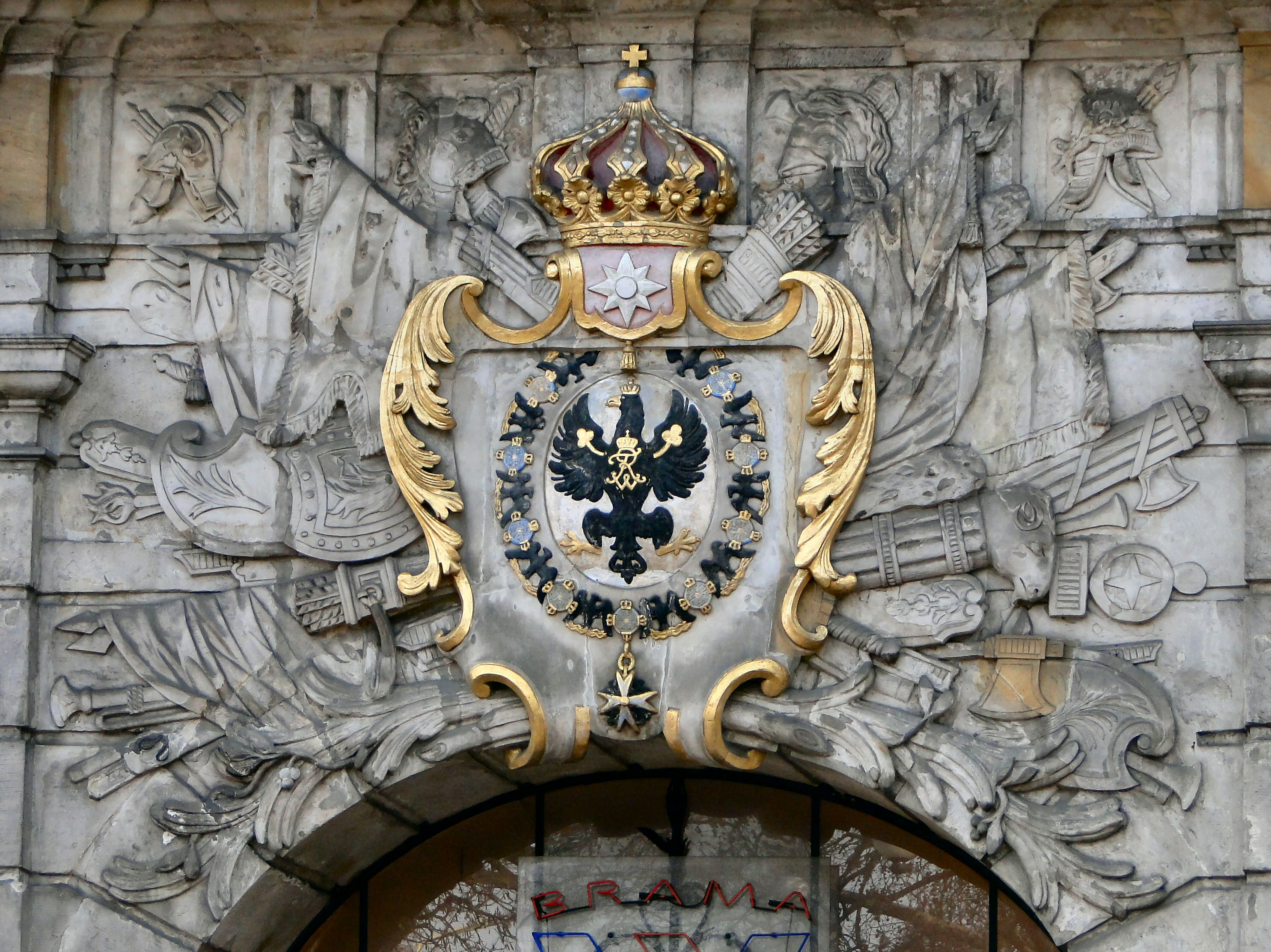
L'aigle de Prusse
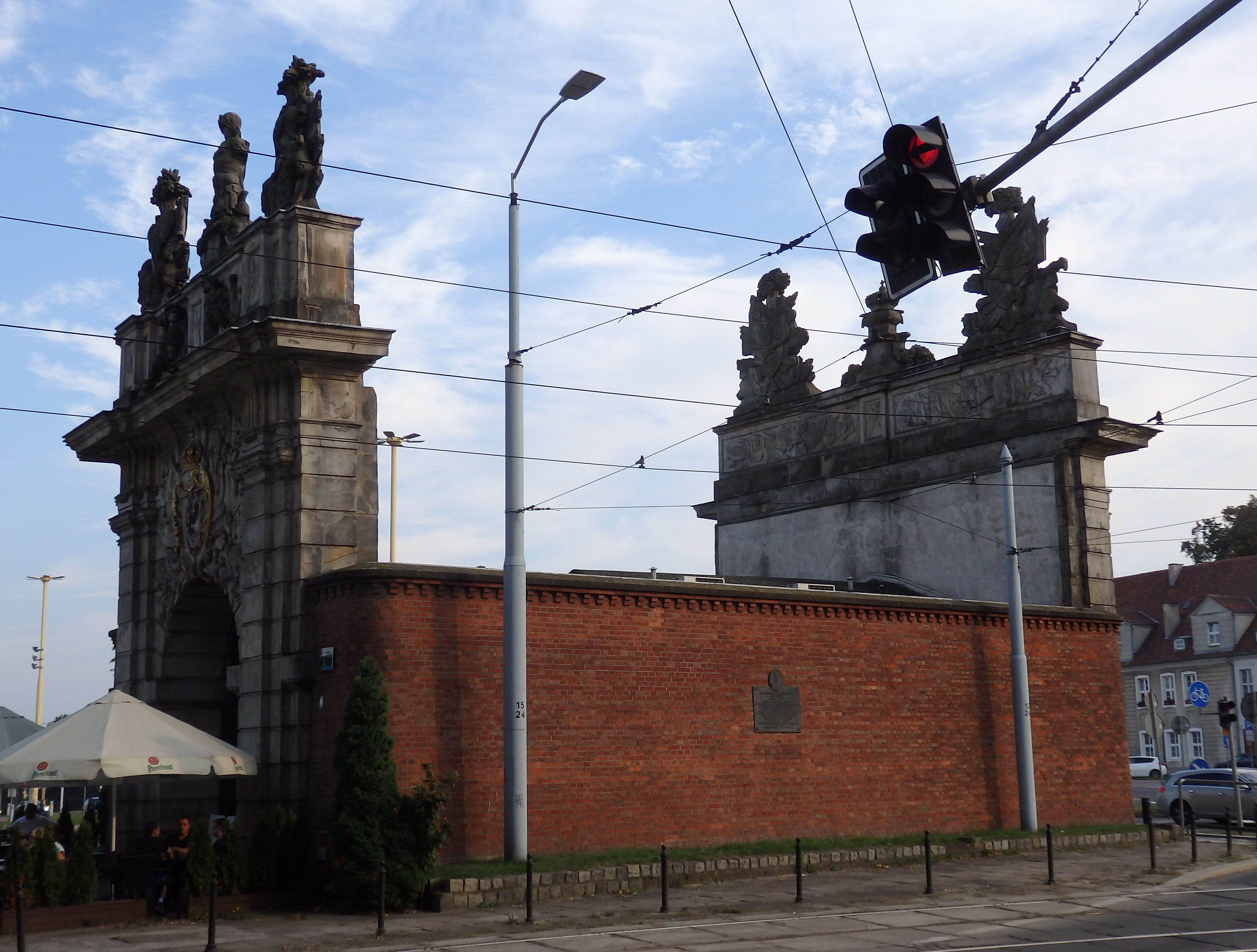
Vue de côté